# Sérgio Buss
Sérgio Buss (Curitiba, 9 de outubro de 1971), de apelido Serj, é um guitarrista, arranjador, compositor e fotógrafo brasileiro.

## Biografia
Sérgio é formado em música e engenharia de som em Los Angeles.
Ganhou notoriedade no cenário de música instrumental quando gravou e excursionou, trabalhado como sideman e engenheiro assistente do guitarrista estadunidense Steve Vai, fazendo inclusive shows no Brasil. Buss gravou com Vai os álbuns Alien Love Secrets e Fire Garden. Desde então vem se destacando no meio da música instrumental brasileira. 
Desde 1997 Sergio Buss se destaca no mercado publicitário como produtor, arranjador e compositor para programas, vinhetas e comerciais de rádio e televisão.
Em 1998, juntamente com os guitarristas Edu Ardanuy (Dr. Sin) e Frank Solari, idealizaram o projeto Tritone.
Em 2005, devido ao aumento da pirataria de CDs (sua principal fonte de renda como guitarrista), tomou a decisão de se ausentar do mercado da guitarra no Brasil. Como uma forma de despedida de uma carreira que lhe deu muitas alegrias, resolveu gravar um último trabalho, entitulado LIQUID PIECE OF ME. O trabalho foi lançado em 2007 e conta com participações especiais de Brett Garsed, TJ Helmerich, Blues Saraceno, Edu Ardanuy, Marcelo Barbosa, Luiz Sacoman, Steve Blucher (designer dos captadores DiMarzio, marca pela qual até hoje Sergio Buss é patrocinado), Claudinho Infante, Aquiles Priester, Otavio de Moraes, Diego Porres e Fabio Zaganin. 
Apesar de deixar o cenário da guitarra de lado, Sergio Buss continuou trabalhando como compositor, arranjador e instrumentista em sua própria produtora de áudio, a Popcorn. 
Nessa mesma época Sergio Buss criou uma ONG de resgate de cachorros de rua. Desse trabalho voluntário nasceu a necessidade de fotos dos cachorros que o mesmo resgatava (para divulgação das adoções), e dessa necessidade surgiu um novo hobby: a fotografia. Não demorou muito para que o seu trabalho fotográfico começasse a chamar a atenção de seus amigos e clientes do mercado publicitário e, depois de alguns anos dividindo a agenda entre sua produtora de áudio e fotografia, Sergio Buss decidiu se dedicar integralmente à fotografia. 
A música ainda faz parte de sua vida, agora como hobby. E a guitarra continua sendo sua fiel companheira.
Em 2012 foi incluído na lista 70 mestres brasileiros da guitarra e do violão da revista Rolling Stone brasileira.

## Equipamentos
- Guitarras: N Zaganin, Fender, Schecter
- Amps: Fender Blues Jr, Fender Super Reverb, Fargen Blackbird, Marshall Bluesbreaker e Friedman BE50 Deluxe.
- Pedais: Uma lista extensa.
- Captadores: DiMarzio (endorser)[6]

## Discografia

### Solo
Álbuns de estúdio
- 1997 - Incarcerated Scream
- 2007 - Liquid Peace of Me

EP
- 2006 - B.A.G.

### Com o Tritone
- 1998 - Just for Fun (And Maybe Some More Money...)